# Cikini
De wijk Cikini (oude spelling: Tjikini) is een bestuurlijk gebied (kelurahan) van het onderdistrict Menteng in Centraal-Jakarta, Indonesië.  Cikini telt 7261 inwoners (volkstelling 2010).

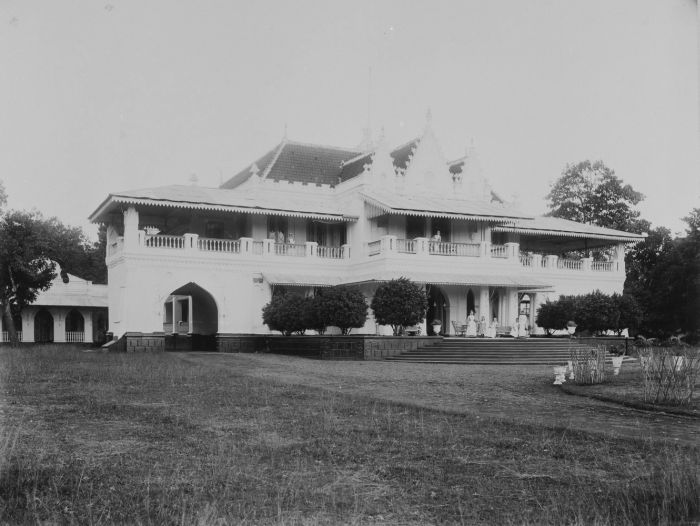
Ziekenhuis te Cikini (voormalige huis van kunstschilder Raden Saleh)

In de wijk bevindt zich sinds 1898 op een terrein van 5,6 ha. een ziekenhuis, het Rumah Sakit Cikini. Voor 1957 was dit het Koningin Emma Ziekenhuis Tjikini. Het in 1852 gebouwde hoofdgebouw werd daarvoor bewoond door de schilder Raden Sarief Bastaman Saleh.